# Guillaume Bernard
Pour les articles homonymes, voir Bernard.
Guillaume Bernard, né le 25 novembre 1972, est un historien du droit et politologue français, spécialiste de l'histoire des institutions françaises et des idées politiques et juridiques (en particulier de la philosophie pénale). Depuis 2010, il est enseignant (habilité à diriger des recherches) à l'Institut catholique de Vendée (ICES).

## Biographie
Après des études de droit, Guillaume Bernard se spécialise en histoire du droit et des institutions sous la direction d'Hubert Guillotel. Il a complété sa formation par des études de philosophie[réf. souhaitée]. 
Docteur et habilité à diriger des recherches (HDR), il est enseignant à l'Institut catholique d'études supérieures. Il enseigne ou a enseigné dans divers autres établissements comme l'Institut d'études politiques, l'Institut catholique de Paris ou la Faculté libre de droit, d'économie et de gestion.
Entre autres activités scientifiques, il est membre de l'Association internationale pour l'histoire de l'État et de l'administration (instance permanente du Comité international des sciences historiques).
Ses publications scientifiques portent sur l'histoire des institutions (articulation du spirituel et du temporel, histoire de la justice et de la sanction pénale), de la philosophie juridique (légitimité politique, droit naturel classique) et de la sociologie politique (clivage droite-gauche, évolution des catholiques). Au tournant des années 2010, il étudie et théorise ce qu'il nomme le mouvement dextrogyre, en opposition au mouvement sinistrogyre qui se développa à partir de la Révolution française.

## Interventions publiques
Il prononce fréquemment des conférences destinées au grand public ou dans le cadre de formations plus spécialisées : il donne, par exemple, un cours sur les « valeurs de la droite » à l'Institut de formation politique.
Il intervient régulièrement dans les médias écrits et audio-visuels français et étrangers. Il est notamment chroniqueur régulier dans l'émission « Points de vue » du Figaro Live.  
Il ne cache pas ses positions « pro-vie » (participation au forum One of us, participation à la marche pour la Vie de janvier 2019) et morales en matière de mœurs et de bioéthique. En 2013, par exemple, il cosigne, avec plus de 150 autres juristes (enseignants-chercheurs et praticiens), une lettre ouverte aux membres du Sénat pour s'opposer au mariage homosexuel et à ses conséquences quant à l'adoption des enfants mineurs.  
Plus récemment, il a été l'une des chevilles ouvrières de l'« appel d'Angers pour l'unité de la droite », publié le 12 avril 2018, dans l'hebdomadaire Valeurs actuelles, à la suite d'un débat public organisé, à Angers, le 27 mars, à l'invitation du Cercle Anjou conférences. Il défend l'idée de l'union des droites lors de ses interventions médiatiques. En 2019, il succède notamment à François de Lacoste Lareymondie en tant que président du laboratoire d'idées « Amitié politique », qui travaille en ce sens.
À la suite de l'opération anti-migrant menée par Génération identitaire en janvier 2021, le ministre de l'Intérieur Gérald Darmanin a évoqué la possible dissolution du groupe. Guillaume Bernard a signé une pétition impulsée par des militants d'extrême droite qui s'opposent à la dissolution.

## Publications
- Introduction à l'histoire du droit et des institutions, Levallois-Perret, Studyrama, 2004, 2e éd., 2011.
- Droit constitutionnel et institutions politiques, Levallois-Perret, Studyrama, 2006, 2e éd., 2009.
- Dir. avec Éric Duquesnoy, Les Forces politiques françaises, Paris, PUF, 2007  — rapport annuel d'Anteios.
- Dir. avec Jean-Pierre Deschodt, Mythes et polémiques de l'histoire, Levallois-Perret, Studyrama, 2008-2009, 2 vol.
- Dir. avec Jean-Pierre Deschodt, Les Forces syndicales françaises, Paris, PUF, 2010  — rapport annuel d'Anteios.
- Avec Frédéric Monera, L'Instruction civique pour les nuls, Paris, First, 2010, 2e éd. (poche), 2015[10].
- Dir. avec Jean-Pierre Deschodt et Michel Verpeaux, Dictionnaire de la politique et de l'administration, Paris, PUF, 2011.
- Dir. avec Stamatios Tzitzis et Denise Jolivet, Dictionnaire de la police et de la justice, Paris, PUF, 2011.
- Avec Jean-Pierre Deschodt, Petit traité des grandes questions historiques, Paris, Studyrama, 2011.
- La guerre à droite aura bien lieu : le mouvement dextrogyre, Paris, Desclée De Brouwer, 2016[11].
- Avec Corentin Stemler, L'Empereur et les Brigands, Nouvelles Éditions latines.
- Deux colères fracassées dans l’ignorance, Paris, L'Homme nouveau, coll. « Focus », 2023  (ISBN 979-10-97507-49-7).